# Pravna fakulteta v Sarajevu
Pravna fakulteta (izvirno bosansko Pravni fakultet u Sarajevu), s sedežem v Sarajevu, je fakulteta, ki je članica Univerze v Sarajevu.